# Сунол
Сунол (Sunol) е населено място в окръг Аламида, в района на залива на Сан Франциско, щата Калифорния, Съединените американски щати.
Има население от 1332 души (2000) и обща площ от 85 кв. км (32,80 кв. мили).
1. ↑  data.census.gov //   Посетен на 1 януари 2022 г.